# انس کیشویچ
اِنِس کیشِویچ Enes Kišević (زاده اول ماه مه ۱۹۴۷، بُسانسکا کروپا، بوسنی و هرزگوین)، نویسنده، شاعر و بازیگر تأتر، عضو انجمن نویسندگان کرواسی Društva hrvatskih književnika است.

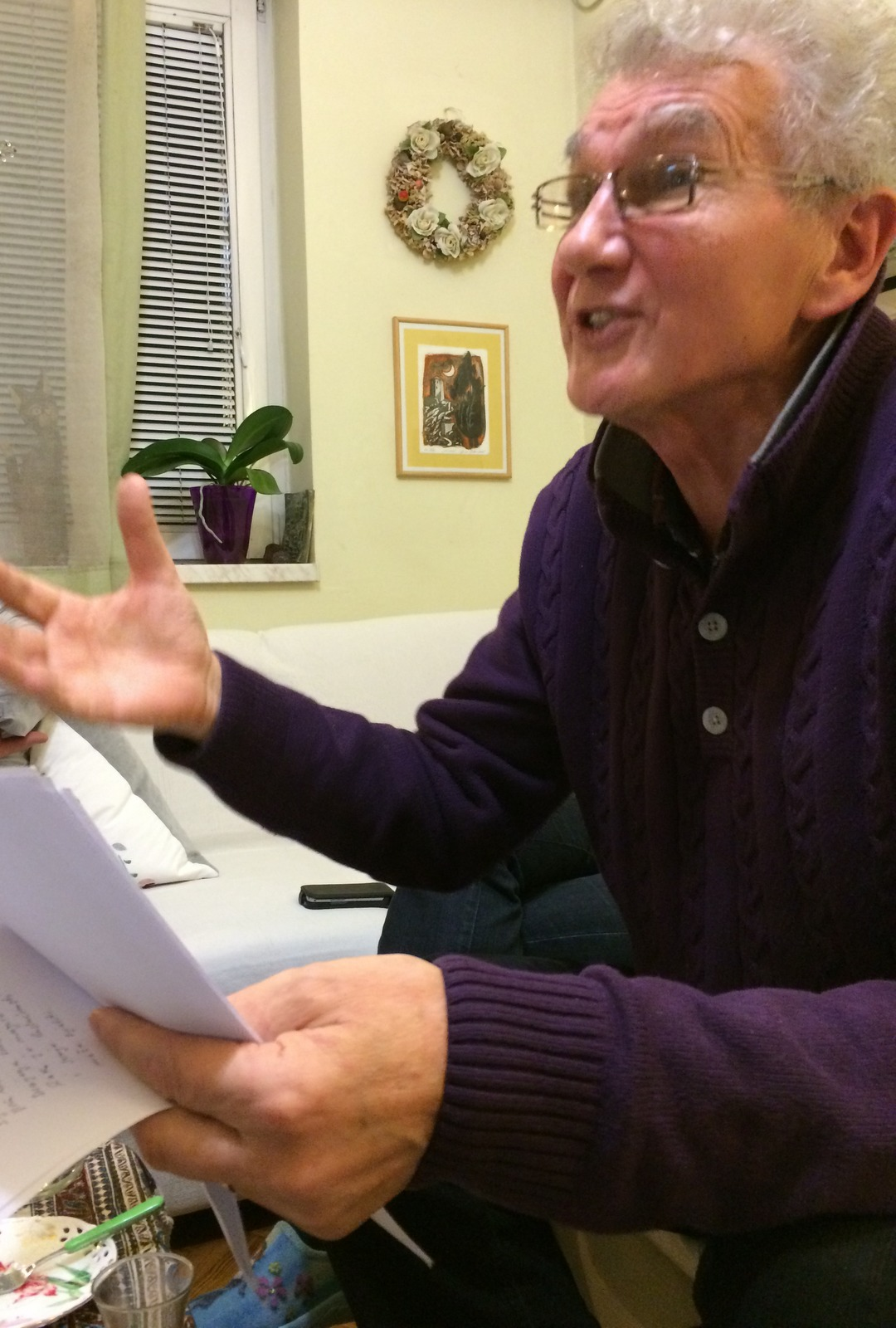
Enes Kišević اِنِس کیشِویچ

## زندگی‌نامه
اِنِس کیشِویچ یازدهم اردیبهشت سال ۱۳۲۶ هجری خورشیدی در شهر بُسانسکا کروپا (Bosanska Krupa) در بوسنی هرزگووین به دنیا آمده‌است. تحصیلات ابتدایی، راهنمایی و متوسطه خود را در شهر کلوچ (Ključ) بپایان برده و در سال ۱۳۵۰ از آکادمی هنرهای نمایشی و فیلم شهر زاگرب فارغ‌التحصیل شده‌است. وی در بسیاری از نمایش‌های تأتر، فیلم‌ها و تلویزیون نقش بازی کرده‌است. استعداد شاعری او مدتی در سایهٔ فعالیت‌های نمایشی او قرار گرفت. اما پس از انتشار نخستین مجموعه شعر او در سال ۱۹۷۴ به نام» جوانی که نخستین سروده‌هایش را عرضه می‌کند «کیشِویچ بر اساس دکلمه‌های استادانه و الهام بخش شاعران داخلی و خارجی و همچنین اشعار خود مورد توجه همگان قرار گرفت. مجموعه اشعار او که یکی پس از دیگری منتشر می‌شوند او را به یکی از پرآوازه‌ترین و شناخته شده‌ترین شاعران یوگسلاوی سابق و بیرون از آن تبدیل کرده‌است. اشعار عمیق، عاشقانه و پویای اِنِس کیشِویچ او را به شاعر صلح، مدارا، نیایش و عشق تبدیل کرده‌است. اشعار کیشِویچ به زبانهای انگلیسی، آلمانی، فرانسوی، اسلونیایی، ایتالیایی، ترکی، مجاری، فارسی و عربی ترجمه شده‌است. تا به حال بیست مجموعه شعر از وی به چاپ رسیده‌است.
همچنین صدای زیبای این سرایندهٔ محبوبِ کودکان، سالمندان، دانش آموزان و دانشجویان و سراینده‌ای که همیشه به دعوت شبهای شعر، کلاسهای درسی دانشکده‌ها و مدارس، برتامه‌های تلویزیونی و رادیویی پاسخ مثبت می‌دهد، نقش مهمی را در جهان جهت بیان حقایق جنگ و صلح اخیر در بوسنی و هرزگووین و کرواسی داشته‌است.
کیشِویچ دریافت‌کننده جوایز بسیاری در یوگسلاوی پیشین است و در سال‌های ۱۹۹۳ و ۱۹۹۶ و ۲۰۱۸ میلادی برخی محافل ادبی کرواسی وی را برای دریافت جایزهٔ نوبل ادبیات پیشنهاد کرده اند.
او عضو انجمن هنرمندان کرواسی (DHU) است.
مجموعه‌ای از سروده‌های اِنِس کیشِویچ به نام «سپیده که سر زد» با ترجمهٔ ابتهاج نوایی و با ویرایش میمنت میرصادقی در ایران چاپ شده‌است.

## آثار به چاپ رسیده
- Mladić nosi svoje prve pjesme na ogled (1976.),جوانی که نخستین سروده‌هایش را عرضه می‌کند ۱۹۷۶
- Sve mirim te svijete (1976.), همهٔ شما را آشتی می‌دهم ۱۹۷۶
- I ništa te kao ne boli (1980.), و مثلاً که دردی نداری ۱۹۸۰
- Mačak u trapericama (igra za djecu 1979.), گربه‌ای با شلوارجین ۱۹۷۹
- Na ogledalu lice umij (igra za djecu 1979.), صورتم را در آینه می‌شویم (بازی برای کودکان) ۱۹۷۹
- Due Pozzi Verdi (izbor pjesama na italijanskom 1987.), به زبان ایتالیایی
- Erosa sjeme (1986.), اِرُس ۱۹۸۶
- Lampa u prozoru (1987.), فانوس در پنجره ۱۹۸۷
- Sijeda djeca (1992.), کودکان مو سپید ۱۹۹۲
- Snijeg u očima (1993.), برف در چشم ۱۹۹۳
- Havino preklinjanje (1995.), التماس حوا۱۹۹۵
- Dever ćuprija (1996.), ž پُل دِوِر ۱۹۹۶
- Svjetlost je Tvoja sjena (2002.) نور سایهٔ توست ۲۰۰۲
- 101 vino od vina (۲۰۰۷.) شراب از شراب ۲۰۰۷
- Voda je moja mati (2008.) آب مادر من است ۲۰۰۸
- Zelene piramide (2008.) هرم‌های سبز ۲۰۰۸
- Jutarnji mrak (2018.) تاریکی بامدادی ۲۰۱۸
- Sepide ke sar zad (2018.) سپیده که سرزد Zbirka pjesama na perzijskom ۲۰۱۸

## فیلم

### نقش‌های تلویزیونی
- "Lažeš, Melita" (1984.)
- "Nepokoreni grad" Ivan Goran Kovačić (۱۹۸۲.)

### نقش‌های فیلم
- "Dječak sa Sutle" (1987.)
- "U raljama života" kao Frndić (۱۹۸۴.)
- "Balada o jednoj zastavi" (1976.)

## جوایز ادبی
- nagrada Društva književnika Hrvatske
- nagrada 7 sekretara SKOJ-a
- nagrada "Zmajev štap" na Zmajevim dečjim igrama u Novom Sadu,
- Nagrada Politikinog zabavnika za najbolju dječju knjigu u bivšoj Jugoslaviji za 1979.
- 2003. dobitnik nagrade "Zvonimir Golob"

## نمونهٔ نثر
واژه‌ها را نمی‌توان بدون دَم ادا کرد. فرقی نمی‌کند فارسی حرف می‌زنیم یا چینی، هندی یا لاتین یا عربی یا کرواتی یا هر زبان دیگر؛ بنابراین، دَم اساس گویش و اساس زندگی است. دَم برای همه زبان‌ها قابل فهم است. به همین دلیل پرندگان فقط با دَم خود می‌خوانند، برای آواز آن‌ها دَم کافیِ کافی است.
اما، با شاعران و هنرپیشگان چه کنیم؟ آن‌ها بدون واژه‌ها هیچ اَند. هنر بزرگی ست نوشتن و گفتن به شکلی که واژه‌های ما ارزش دَم را داشته باشند؛ زیرا با هر دَمی، ما در واقع از راه بند ناف با چشمهٔ هستی در ارتباط هستیم. اینکه این چشمه در ما پاک خواهد ماند یا اینکه با افکار خود آن را گل آلود خواهیم کرد به خود ما بستگی دارد. شمار کتاب‌ها و شاعرانی که واژه‌های شان ارزش دَم را دارد و خونگرمی انسانی را منتقل می‌کند و مفاهیم کهکشانی در خود دارد کم است.
مردم گرمای خوشایند خورشید را دوست دارند، گرمای دست‌ها را دوست دارند ولی گرمای واژه‌های انسانی را با هیچ چیز دیگر عوض نمی‌کنند. هر روز بیشتر و بیشتر می‌فهمم که دَم فقط به این منظور برای آدمیان پدیدار شده تا همدَمی را با همه کسانی که این دَم را به سینه دمیده‌اند حس کنند.

## و مثلاً دردی نداری
روز مثلاً آفتابيست.
تو مثلاً شادمانی.
در گذري،
مثلاً نمی‌بینندت.
همه مثلاً خوشحال.
همه مثلاً آسوده.
همه مثلاً خشنود.
و تو هم مثلاً خوشحال.
زندگي ادامه دارد،
مثلاً در صلح.
پرنده‌‌ها مثلاً آزاد.
آينده مثلاً روشن،
بسان كف دست.
وجدان مثلاً پاك.
و براي خورشيد هم همه‌چیز مثلاً روشن.
آه اي دل، آوازي بخوان، مثلاً.
همه مثلاً به فكر همه.
هر كسي دوست، مثلاً.
همه مثلاً به فكر تو
و به فكر جهان.
و روز مثلاً مي‌‌گذرد.
و تو مثلاً مي‌‌خندي!
و دردي نداري،
مثلاً.

ترجمه از زبان کرواتی: ابتهاج نوایی